# Dimitar Petrow (Künstler)
Dimitar Petrow (bulgarisch Димитър Петров, * 18. April 1969 in Kjustendil) ist ein bulgarischer Künstler.

## Leben
Petrow studierte nach Besuch des Kunstgymnasiums, Sofia, an der Nationalen Kunstakademie Sofia, Fachrichtung Wandmalerei und schloss sein Studium im Jahr 1996 ab. Er ist seit 1997 Mitglied des Verbandes bulgarischer bildender Künstler. Im Jahr 1999 führte ihn eine Studienreise durch Indien. 2010 erhielt er ein Stipendium in der Cité Internationale des Arts in Paris.
Seine Werke finden sich in nationalen Museen und Privatsammlungen sowie in internationalen Sammlungen, wie Deutschland, Griechenland, Schweiz, Italien, USA, Japan.

## Auszeichnungen (Auswahl)
- 1995 Preis des Artcenter Soros für junge Künstler anlässlich der internationalen Triennale für Malerei, Sofia.
- 1995 Auszeichnung für Malerei zur Internationalen ArtBiennale, Skopje, Mazedonien.
- 1995 Preis für Malerei an der Ausstellung 'Struma', Küstendil, Bulgarien.
- 1996 Erster Preis für Malerei bei der Internationalen Triennale, Sofia, Bulgarien
- 2001 Erster Preis für Wandkunstwerke im nationalen Wettbewerb 'Die neue bulgarische Kultur', Sofia, Bulgarien.
- 2004 Preis für Malerei auf der Balkanquadriennale 'Myths and Legends', Stara Zagora, Bulgarien.[2]
- 2010 Preis im Wettbewerb des Verbandes Bulgarischer Künstler mit anschließendem Stipendium und Ausstellung in der Cité Internationale des Arts Paris
- 2012 Preis für Malerei bei der Biennale für zeitgenössische bulgarische Kunst 'Freunde des Meeres', Burgas, Bulgarien
- 2013 Preis für Malerei bei der nationalen Ausstellung Struma, Kjustendil, Bulgarien
- 2014 Preis für Malerei bei der VII. Internationalen Biennale für kleine Formen, Pleven, Bulgarien

## Einzelausstellungen (Auswahl)
- 1994 Galerie Seasons, Sofia
- 1995 Vitosha Art Gallery, Sofia
- 1997 Galerie 11, Sofia
- 1998 Galerie Vernissage Baratzite, Plowdiw
- 1999 Galerie Kendross, Plowdiw
- 2001 Art 36 Galerie
- 2001 Bulgarisches Kulturinstitut, Berlin
- 2002 Galerie Kavalett, Varna Galerie Artamontzev, Sofia
- 2003 Galerie Murgash, Sofia
- 2004 Galerie Maxim, Sofia
- 2009 Maxim Art Gallery, Sofia
- 2010 National Art Center Forum, Sofia
- 2010 Bulgarisches Kulturinstitut, Paris
- 2014 Galerie Sredetz, Sofia[3][4]
- 2014 Galerie Seasons, Sofia
- 2014 Galerie BKI, Prag[5]
- 2016 Galerie Sredetz, Sofia[6]

### Ausstellungsbeteiligungen (Auswahl)
- 1998 Jahresausstellung Malerei in der Galerie Shipka 6, Sofia
- 2001 Bulgarisches Kulturinstitut 'Kettenreaktion'
- 2004 Balkanquadriennale für Malerei, Stara Zagora
- 2006 Contemporary Bulgarian Artists im Künstlerhaus, Wien[7][8]
- 2010 Nationaler Wettbewerb der Allian Bulgaria für Malerei, Skulptur und Grafik, Galerie Schipka 6, Sofia
- 2013 Jahresausstellung Malerei in der Galerie Schipka 6, Sofia

## Realisierte Wandmalereien (Auswahl)
- 1995 Ansichten von Alt-Sofia, 5,20 × 2,90 m, Secco, Gemeinde Serdika, Sofia
- 1996 Sylt-Westerland, 5,50 × 1,10 m Secco
- 1998 Komposition mit Vögeln, 1,80 × 3,00 m, Secco, Sylt-Westerland
- 1999 Regatta, 10,00 × 3,00 m, Secco, Sylt-Wenningstedt[9]
- 2001 Dekorative Komposition, 5,00 × 3,00 m, Secco, Konzertsaal des Musikgymnasiums Lubomir Pipkov, Sofia
- 2004 Schiffe, 12,00 × 1,50 m, Secco, Hotel Helios Palace, Sonnenstrand, Bulgarien
- 2005 Fischermonde, 2 Kuppeldächer 10,00 × 20,00 m, Secco, Hotel Helios Bay, Obzor, Küste am Schwarzen Meer, Bulgarien